# Abigail Mason

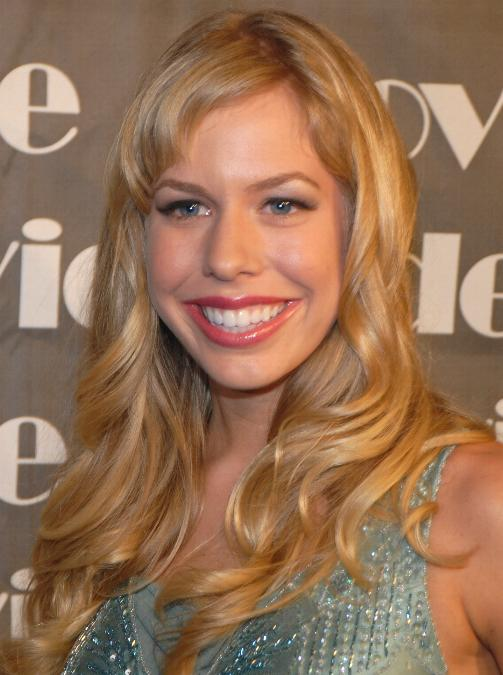
Abigail Mason (2008)

Abigail „Abby“ Mason (* 6. März 1989 in Lansing, Michigan) ist eine US-amerikanische Theater- und Filmschauspielerin sowie Musicaldarstellerin.

## Leben
Masons Interesse am Schauspiel begann im Alter von acht Jahren. Mit 14 Jahren wirkte sie bereits an über zwanzig Theater- und Musicalproduktionen mit. Mit 15 Jahren schaffte sie es dank einer Agentur in Los Angeles in die Karteien von Sendern wie Fox, Disney, HBO, Lifetime Television und Comedy Central aufgenommen zu werden. Sie begann ihre Filmschauspielkarriere 2006 durch Mitwirkungen in je einer Episode der Fernsehserien Mind of Mencia und Hotel Zack & Cody sowie eine Besetzung im Kurzfilm Shank.
Während den Dreharbeiten zu Saving Sarah Cain eignete sie sich Kenntnisse in Pennsylvania Dutch an und wurde für ihre Rolle als Lyddie Cottrell für den Young Artist Awards 2008 in der Kategorie Beste Hauptdarstellerin in einem Fernsehfilm, Miniserie oder Special nominiert. Ausgezeichnet wurde allerdings die Schauspielerin Danielle Chuchran für ihre Rolle der Anna Mae Cottrell im gleichen Film. Mason und Chuchran standen 2014 in Sternenkrieger – Survivor erneut gemeinsam vor der Kamera. Von 2013 bis 2014 verkörperte sie in der Mini-Fernsehserie The Veracity of Truth die Rolle der Ava Coast.
Sie ist Unterstützerin der Non-Profit-Organisation Compassion International und ist Patin eines Kindes aus der Dominikanischen Republik. Sie fördert außerdem Projekte für die Bekämpfung von AIDS und für medizinische Förderung von Kindern in Sambia der Organisation Illuminate.
Sie ist die Cousine des Schauspielers Adam Hagenbuch.

## Filmografie
- 2006: Mind of Mencia (Fernsehserie, Episode 2x01)
- 2006: Hotel Zack & Cody (The Suite Life of Zack & Cody) (Fernsehserie, Episode 2x24)
- 2006: Shank (Kurzfilm)
- 2007: In Pursuit of Woody Allen (Kurzfilm)
- 2007: Others
- 2007: The ½ Hour News Hour (Fernsehserie, Episode 1x11)
- 2007: Saving Sarah Cain
- 2008: Maro (Kurzfilm)
- 2013–2014: The Veracity of Truth (Mini-Fernsehserie, 4 Episoden)
- 2014: Ashes of Eden
- 2014: Sternenkrieger – Survivor (Survivor)
- 2017: Chicago Fire (Fernsehserie, Episode 5x18)
- 2018: Wild Faith